# Ahmed el Maghrabi
Ahmed el-Maghrabi, né en 1945, est un homme politique égyptien. Il fut ministre du Logement sous le cabinet ministériel Nazif (du 9 juillet 2004 au 29 janvier 2011). Limogé à la chute du gouvernement Moubarak, il est accusé de détournement de fonds publics et de corruption.

## Biographie
Ahmed Alaa El-Din Amin Al-Maghrabi obtient en 1964 un diplôme d'ingénieur de l'université du Caire et en 1966 une licence de chimie de l'université de Caroline du Nord. En 1968, il obtient un MBA de l'université Columbia.
Il préside la Future Generation Foundation (FGF) de Gamal Moubarak.
Ahmed El-Maghrabi est ministre du Tourisme d'octobre 1999 au 9 juillet 2004 dans le cabinet Abaid puis ministre du Logement du 9 juillet 2004 au 29 janvier 2011.